# Вайнбёла
Вайнбёла (нем. Weinböhla) — община в Германии, в земле Саксония. Подчиняется земельной дирекции Дрезден. Входит в состав района Мейсен. Население составляет 10262 человека (на 31 декабря 2010 года). Занимает площадь 19,01 км².
Коммуна подразделяется на 2 сельских округа.